# Спонтанность (фильм)
«Спонтанность» (англ. Spontaneous) — американская чёрная комедия 2020 года, режиссерский дебют Брайана Даффилда. В главных ролях Кэтрин Лэнгфорд и Чарли Пламмер. Экранизация романа Аарона Стармера.
Фильм выпущен 6 октября 2020 года на видео по запросу от Paramount Pictures.

## Сюжет
Во время урока математики в школе Ковингтона старшеклассница Кейтилин необъяснимым образом взрывается, забрызгивая кровью окружающих учеников и класс. Полиция берёт класс под стражу на время расследования, но не только не исключает нападения, но и не может определить причину взрыва. Во время задержания старшеклассница Мара говорит классу, что это может произойти снова, и её мнение воспринимается всерьёз. После этого неизвестный пишет ей сообщение, утверждая, что влюблён в неё уже несколько лет.
После похорон Кейтилин Мара накуривается грибов, купленных у школьных дилеров Дженны и Джо Далтон, и идёт пить чай со своей лучшей подругой Тесс; к ним подходит однокурсник Дилан и представляется неизвестным автором СМС. Дилан рассказывает, что начал задумываться о жизни и о том, как быстро она может закончиться, и, услышав предположение Мары о повторении инцидента, понял, что нужно действовать.

## В ролях
- Кэтрин Лэнгфорд — Мара Карлайл
- Чарли Пламмер — Дилан Ховмейер
- Хейли Ло — Тесс Макналти
- Пайпер Перабо — Анджела Карлайл
- Роб Хюбель — Чарли Карлайл
- Ивонн Орджи — агент Карла Розетти
- Лейн МакНил — Дженна Далтон
- Чела Хорсдал — Дениз Ховмейер

## Производство
В декабре 2017 года Кэтрин Лэнгфорд была утверждена на главную роль. В январе 2018 года к актерскому составу фильма присоединились Чарли Пламмер и Хейли Лоу. В феврале 2018 года к актерскому составу фильма присоединились Пайпер Перабо, Роб Хюбель, Ивонн Орджи, Лайн МакНил, Клайв Холлоуэй, Бжаун Роден и Крис Шилдс.

## Выпуск
Фильм вышел 6 октября 2020 года на видео по запросу от Paramount Pictures.

## Прием критиков
Фильм и игра Лэнгфорд были одобрительно встречены критиками. На сайте Rotten Tomatoes фильм получил рейтинг 97 % на основе 65 обзоров со средним рейтингом 8,3 из 10. Консенсус критиков гласит: «Чёрная подростковая комедия со взрывным поворотом вновь утверждает Кэтрин Лэнгфорд как восходящую звезду — и отмечает дебют режиссёра Брайана Даффилда как режиссера, которого стоит посмотреть».